# Solkraft i Österrike
Solkraften i Österrike står 2024 för drygt 10 % av landets elförsörjning. Den har vuxit mycket snabbt under 2020-talet.
Förutsättningarna för solenergi varierar mycket mellan de olika delarna. De sydligast, relativt lågliggande, områdena har en instrålning på omkring 1 300 kWh/m2 på årsbasis. I norr är instrålningen omkring 1 100 kWh/m2 medan den i de mer kuperade centrala delarna kan sjunka till drygt 900 kWh/m2. Elproduktion kom 2017 framförallt från mindre anläggningar. Anläggningar på mindre än 10 kW stod för drygt 60 % av produktionen.
Som för annan förnybar energi bidrar Erneuerbaren-Ausbau-Gesetz till omställningen med bland annat investeringsstöd och före mars 2025 momsbefrielse.